# Ganson
Pour les articles homonymes, voir Ganson (homonymie).
Le ganson N est un cépage français créé par l'INRA.

## Origine
Le ganson est issu du croisement intraspécifique (métissage) entre le grenache N et le jurançon N réalisé par Paul Truel en 1958. Son nom de code est INRA-M 1509-73. (INRA de Montpellier, croisement n° 1509, souche n° 73) 
Il a été homologué en 1977 à la suite du travail de sélection réalisé au domaine de Vassal dans l'Hérault. Un seul clone a été homologué, le n° 534. 

## Aire de répartition
Il n'est cultivé qu'en France, sur 30 ha en 1994. 

## Caractères ampélographiques
- Bourgeonnement moyennement velu.
- Jeune feuilles vertes à plages bronzées.
- Rameau herbacé avec entre-nœuds à raies rouges.
- Feuilles adultes orbiculaires à 5 lobes, sinus pétiolaire fermé ou à lobes légèrement chevauchants, des dents courtes à côtés rectilignes, face inférieure peu velue.
- Grappes et baies de grosse taille et baies arrondies.

## Aptitudes

### Culturales
C'est un cépage précoce et de rendemement régulier. Il présente un port érigé et une fertilité suffisante pour être conduite en taille courte sans palissage. (gobelet) 

### Sensibilité aux maladies
Il présente une assez bonne résistance à la pourriture grise.

### Qualités œnologiques
Il donne des vins fins mais peu colorés et peu typés.